# Henrik Rindom
Henrik Rindom (født 27. september 1947) er en dansk psykiater og overlæge, der dels er tilknyttet Hvidovre Hospital, dels Stofrådgivningen i København. 
Oprindeligt tog Rindom en uddannelse som maskinarbejder, men søgte senere ind på medicinstudiet ved Aarhus Universitet, hvorfra han blev cand.med. i 1982. Han efteruddannede sig senere til speciallæge i psykiatri og har her særligt beskæftiget sig med såvel alkohol- som stofmisbrug. Han har siden 2001 foruden sin ansættelse ved Hvidovre Hospital været tilknyttet behandlingstilbudet Stofrådgivningen som psykiater. 
Henrik Rindom er forfatter til flere videnskabelige artikler og bøger, hvoraf den nok mest kendte, Rusmidlernes Biologi, er optrykt i 60.000 eksemplarer. Han bruges ofte som ekspert i misbrugsspørgsmål i medierne, ligesom han undertiden deltager aktivt i den sundhedspolitiske debat om emnet.
Rindom bor på Østerbro i København.